# 매닝스

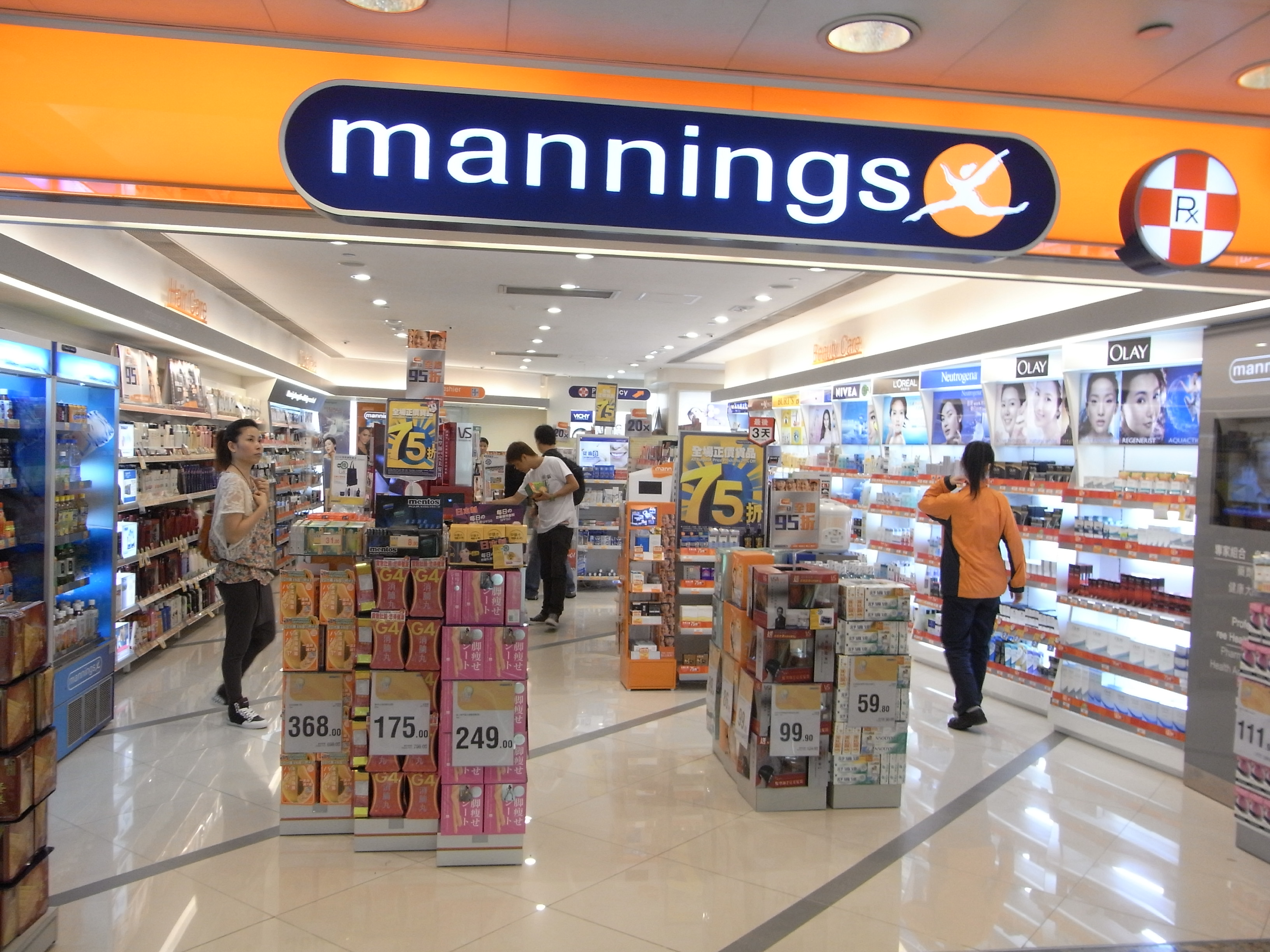
퀸스웨이 플라자점

매닝스(중국어: 萬寧, 영어: Mannings)는 홍콩의 드러그스토어이다.